# Little Black Donald Creek
Little Black Donald Creek är ett vattendrag i Kanada.   Det ligger i provinsen Ontario, i den sydöstra delen av landet, 100 km väster om huvudstaden Ottawa.
I omgivningarna runt Little Black Donald Creek växer i huvudsak blandskog. Trakten runt Little Black Donald Creek är nära nog obefolkad, med mindre än två invånare per kvadratkilometer.